# Dart (rivier)
De Dart is een rivier in Engeland, die in twee takken in het nationale park Dartmoor ontspringt. Het estuarium van de Dart, waar er in de rivier getijdeverschil is, begint in Totnes. Bij de monding van de Dart in Het Kanaal liggen Kingswear op de oostelijke oever en Dartmouth op de westelijke oever.
De Dart stroomt langs Greenway Estate, het vakantiehuis van Agatha Christie.
- Gemeinsame Normdatei: 4400475-8
- Library of Congress Control Number: sh86006446
- Nationale Bibliotheek van Tsjechië: ge1130742
- Nationale Bibliotheek van Israël: 987007565935205171
- Virtual International Authority File: 315530263